# Моя маленькая Соледад
«Моя маленькая Соледад» (исп. Mi pequeña Soledad) — мексиканская мелодрама с элементами драмы 1990 года производства Televisa.

## Сюжет
История повествует о жизни матери и дочери Исадоры и Соледад, разделённые амбициями двух жестоких людей — Пьедад Фернандес и Херардо Саласара Бальестероса. История начинается когда Исадора была подростком была признана Королевой Серебра в своём родном городе Таско, её отец Дон Мануэль гордится ею. Состарившись Дон Мануэль женится на молодой женщине Пьедад Фернандес, которая оказалась очень злобной особой. В один прекрасный день, гуляя в лесу на Исадору напал Херардо Саласар и изнасиловал её, и в результате она забеременела. На неё обратил внимание Хосе-Луис, который был без ума от неё и был намерен жениться, она дала согласие и в день свадьбы там неожиданно появился Херардо, который нанёс Хосе-Луису смертельное ножевое ранение. Хосе-Луис скончался на руках у Исадоры. Месяц спустя у Исадоры родилась дочь Соледад, по имени её бабушки. Херардо появился в доме у Исадоры и намеревался претендовать на права отца, но отец Исадоры Дон Соледад намеревался его убить, но сам скончался от инфаркта миокарда. Исадора осталась совсем одна на руках с дочерью, и тогда Херардо пытался превратить её жизнь в ад, совершив похищение новорождённой дочери. Он вместе с ней бежит в Акапулько.

## Создатели телесериала

### В ролях
- Вероника Кастро - Исадора Фернандес де Арисменди/Соледад «Соль» Фернандес
- Омар Фьерро - адвокат Карлос Арисменди
- Роса Мария Бьянчи - Пьедад вдова де Фернандес
- Сальвадор Пинеда - Херардо Саласар
- Хули Фурлонг - Наталия де Вильясеньор
- Роберто Бальестерос - Матео Вильясеньор
- Габриэла Гольдсмит - Ана Сильвия Арисменди
- Карлос Брачо - Эрнан Вильясеньор
- Орландо Каррио - Фернандо Абаскаль
- Сильвия Каос - Элодия Абаскаль
- Рафаэль Рохас - Лало
- Мапита Кортес - Бланкета
- Сесилия Габриэла - Клара
- Эльса Карденас - Барбара
- Алисия Фахр - Лидия
- Лаура Флорес - Дульсе Мария
- Серхио Сендель - Густаво «Таво»
- Рафаэль Баледон - Дон Мигель Фернандес
- Антонио де Карло - Хосе Луис Гарса
- Анхелика Ривера - Мариса Вильясеньор
- Марта Самора - Ампаро Контрерас
- Хуан Карлос Серран - Себастьян Диас
- Соккоро Бонилья - Тонья
- Ана Берта Лепе - Лолита Арисменди
- Алексис Айала - Хорхе «Коке» Абаскаль
- Дамиан Алькарас - Флорентино
- Паола Очоа - Малу Контрерас
- Эрнесто Ривас - Фау Контрерас
- Роксана Сауседо - Сирена
- Даниэла Лейтес - Лили
- Артуро Аллегро - Данило
- Аурора Медина - Лусиана
- Марио Сауре - Рамон
- Эрика Магнус - Кармелита
- Хосе Антонио Ферраль - Фидель Контрерас
- Алисия дель Лаго - Пура
- Рауль Масиас - Мигель
- Норма Ласарено - Иоланда Саласар
- Густаво дель Кастильо
- Хавьер Диас Дуэньяс
- Аида Наредо - Хуани
- Армандо Паломо - Ченте
- Пилар Соуса
- Алехандра Пениче - адвокат Эухения Гальвес
- Рене Муньос - Гайтано
- Рикардо де Лоэра - Фаусто Савала
- Синтия дель Вильяр - Беатрис Альтамирано де Диас
- Роландо де Кастро - Луис
- Рикардо Палд - Марио
- Наталия Рендон - Кармен
- Алехандра Лорето - Хосефина
- Армандо Франко - Пепе
- Альберто Гонсалес - Эрнесто
- Рубен Моралес - Альберто
- Хосе Карлос Теруэль - Хильберто
- Хавьер Эрранс - Гуидо
- Луис Альфредо - Мочито
- Аврора Кортес
- Хайме Лосано - Харочо
- Хосе Анхель Эспиноса "Феррускуилья"
- Марикрус Нахера - судья
- Аугусто Бенедико - Антонио Гарса
- Чела Нахера - Мерседес Гарса
- Хуан Фелипе Прессиадо
- Карлос Марвес
- Лусеро Рейносо - медсестра
- Лупита Самора
- Роландито Самора - Негрито
- Роса Кармина - камео
- Талина Фернандес - камео
- Карен Сентиэс - сотрудница
- Пако Монтерос - Священник
- Хуан Сайсар - сотрудник
- Алехандро Монтойя - Освальдо
- Эдмундо Ариспе - управляющий делами
- Оскар Вальехо - мальчик в Акапулько
- Кристина Масон - Соледад (в младенчестве)

### Административная группа
- оригинальный текст: Хорхе Лосано Сориано
- либретто: Марисса Гарридо, Рене Муньос
- литературные редакторы: Долорес Ортега, Росарио Велисия, Магда Крисантес
- редактор: Адриан Фрутос Маса
- композитор: Эдуардо Магальянес
- музыкальные арранжировщики: Эдуардо Магальянес, Пабло Аррельяно
- музыкальная тема заставки: Mi pequeña Soledad
- авторы текста песни: Вероника Кастро, Julio Macías, Yordi López Lee
- вокал: Вероника Кастро
- художник-декоратор: Хавьер Террасас
- начальники места проживания актёров: Патрисия де Викенсо, Росальба Сантойо
- художники-костюмеры: Мариана Вильяда, Ракель Агирре
- координатор производства: Мария де Хесус Арельяно
- начальник производства: Паулина Виеска Асуела
- локационный начальник производства: Марикармен Сола
- оператор-постановщик: Эрнесто Арреола
- режиссёр-постановщик: Беатрис Шеридан
- ассоциированный продюсер: Анхельи Несма Медина
- исполнительные продюсеры: Вероника Кастро, Хосе Альберто Кастро

## Награды и премии

### TVyNovelas(3 из 9)
| Номинация                  | Персона           | Итоги премии |
| -------------------------- | ----------------- | ------------ |
| Лучшая теленовелла         | Вероника Кастро   | проигрыш     |
| Лучшая актриса             | Вероника Кастро   | ПОБЕДА       |
| Лучшая злодейка            | Хули Фурлонг      | ПОБЕДА       |
| Лучшая злодейка            | Роса Мария Бьянчи | проигрыш     |
| Лучший актёр второго плана | Сальвадор Пинеда  | ПОБЕДА       |
| Лучшая молодая актриса     | Анхелика Ривера   | проигрыш     |
| Лучший молодой актёр       | Рафаэль Рохас     | проигрыш     |
| Лучшее женское откровение  | Паола Очоа        | проигрыш     |
| Лучшее мужское откоровение | Орландо Каррио    | проигрыш     |